# Egvads kommun
Egvads kommun var en kommun i Ringkjøbings amt i Danmark till 2007. Den gick då upp i Ringkøbing-Skjerns kommun.